# سامسونگ اس‌جی‌اچ-یو۱۰۰
سامسونگ اس‌جی‌اچ-یو۱۰۰ یک نمونه از گوشی‌های تلفن همراه سری U شرکت سامسونگ می‌باشد که توسط همین شرکت به بازار عرضه شده‌است.